# 路易絲·瑪麗·阿代拉伊德·德·波旁
路易絲·瑪麗·阿代拉伊德·德·波旁-庞蒂耶夫尔（法語：Louise Marie Adélaïde de Bourbon-Penthièvre，1753年3月13日—1821年6月23日），是奧爾良公爵路易-菲利普二世的妻子和法国最后一名国王路易-菲利普一世的母亲。
路易絲·瑪麗·阿代拉伊德是法国国王路易十四和情妇蒙特斯庞侯爵夫人的曾孙女。 她的兄嫂朗巴勒親王妃是王后玛丽·安托瓦内特的密友之一。
1769年，她和奧爾良公爵路易-菲利普结婚。法王路易十五曾警告她父亲，指出路易-菲利普是个放蕩主義者。同时路易十五也不希望看到奥尔良一家得到路易絲·瑪麗·阿代拉伊德家族庞大的财产。婚后，夫妇很快因政见不同而最终分居。
他的丈夫日后在法国大革命中背叛并支持處決国王路易十六，最终也被在断头台上处决。她和她的父亲都不满路易-菲利普的背叛。